# Thiessow
Thiessow este o comună din landul Mecklenburg-Pomerania Inferioară, Germania.